# Chemarea Pământului
Chemarea Pământului (1992) (titlu original The Call of Earth) este a doua carte din saga "Întoarcerea acasă" de Orson Scott Card, o prezentare SF a primelor sute de ani din Cartea lui Mormon.

## Intriga
Cartea pune accent pe câteva evenimente cheie care au loc după plecarea în deșert a lui Nafai, Elemak, Issib, Mebbekew și a tatălui lor, Volemak. Elemak primește un vis de la Sufletul Suprem, în care i se spune să meargă cu frații săi în orașul Basilica pentru a-și aduce soții. Ei merg la Rasa, mama lui Nafai și Issib, care încearcă să păstreze ordinea în oraș. Însă una dintre fetele aflate în grija ei,  Hushidh, comite greșeala de a reteza legăturile dintre Rashgallivak și gărzile sale, condamnând orașul la anarhie.
În același timp, generalul Moozh, conducător al "Capetelor Ude" (Gorayni), vrea să cucerească orașele din apropierea Basilicăi. Când i se oferă șansa de a cuceri chiar Basilica, va lua 1000 de soldați și, mărșăluind prin deșert, va cuceri orașul, folosind un tertip: sub pretextul că a venit să ajute autoritățile locale să recapete controlul orașului, va ajunge să conducă totul din umbră.
Restul cărții povestește încercările lui Nafai și a fraților săi de a-și găsi neveste. Constrânși să rămână în arest în casa Rasei, Elemak o ia de soție pe Eiadh, Mebbekew pe Dol, Nafai pe Luet, iar Rasa și Hushidh hotărăsc să meargă în deșert ca soții ale lui Volemak și Issib. Shedemei, o geneticiană din Basilica, este atrasă în proiectul de a duce embrioni de plante și animale pentru a repopula Pământul.
Planurile le sunt date peste cap de Moozh, care decide să se însoare cu Hushidh din motive politice. Mama lui Hushidh sosește în oraș în timpul ceremoniei și o oprește, arătându-i lui Moozh că Hushidh este fiica lui. Pus în fața acestei situații, Moozh permite grupului lui Nafai să plece din oraș, cu femeile și proviziile dorite.
Moozh cucerește imperiul "Capetelor Ude", pentru care luptase, în timp ce Basilica rămâne să îi apere spatele în fața națiunii inamice, Potokgavan. În cele din urmă, generalul este ucis în timpul unei invazii, iar Basilica este distrusă, cetățenii ei răspândindu-se printre națiunile de pe Harmony. Se dovedește că acesta fusese și planul Sufletului Suprem, care dorea ca oamenii legați puternic de el, cum erau cei din Basilica, să se răspândească printre cei pe care nu îi mai controla, amânând momentul în care întreaga planetă Harmony avea să îi scape din mână.

### Capitolele cărții
| Prolog - 1 - TRĂDAREA - Visul Generalului - În Basilica - și nu în vis - 2 - OPORTUNITATEA - Visul vizionarei în ape - În Khlam - și nu în vis - 3 - PROTECȚIA - Visul fiului cel mare - În Basilica -și nu în vis - 4 - SOȚIILE - Visul geneticienei - În consiliul orașului - și nu în vis | - 5 - SOȚII - Visul femeii sfinte - În Basilica - și nu în vis - 6 - NUNȚILE - Visul oracolului - În casa lui Gaballufix - și nu în vis - 7 - FIICELE - Visul Doamnei - La Orchestră - și nu în vis Epilog |

## Lista personajelor
- Generalul Vozmuzhalnoy Vozmozhno - cunoscut și ca Moozh, conducător al armatei Împăratului, e sensibil la comunicarea Sufletului Suprem, pe care îl crede a fi divinitatea; cucerește Basilica, eliberând-o de sub conducerea oamenilor lui Gaballufix.
- Sete - o femeie sfântă din deșert, mama lui Hushidh și Luet, care aude comenzile Sufletului Suprem și le urmează.
- Generalul Plodorodnuy - "Plod", 'cel mai bun prieten' al lui Moozh și confidentul său, este în realitate un spion trimis de Împărat.
- Smelost - paznic al Basilicăi, trece de partea lui Moozh chiar cu prețul vieții
- Nafai - fiul cel mai mic al lui Wetchik Volemak și Rasa, frate bun cu Issib, frate de tată cu Elemak și Mebbekew și de mamă cu Sevet și Kokor, are 18 ani și aude foarte clar în minte vocea Sufletului Suprem
- Elemak - cel mai mic copil al lui Volemak Wetchik cu Hosni, frate vitreg cu Gaballufix
- Volemak - fost soț al lui Hosni, cu care îi are pe Elemak și Mebbekew și actualul soț al Rasei, cu care îi are pe Issib și Nafai
- Rasa - fostă soție a lui Gaballufix, cu care le-a făcut pe Sevet și Kokor și actuala soție a lui Volemak, cu care îi are pe Issib și Nafai
- Issib - fiul mai mare al lui Volemak și al Rasei, infirm
- Sevet - fiica lui Gaballufix și a Rasei, cântăreață
- Vas - soțul lui Sevet
- Kokor - fiica lui Gaballufix și a Rasei, soră cu Sevet, cântăreață
- Obring - soțul lui Kokor
- Luet - vizionara în ape din Basilica
- Hushidh - sora lui Luet, oracol
- Shedemei - geneticiană de geniu din Basilica
- Zdorab - bibliotecar, păstrătorul Catalogului Sufletului Suprem
- Eiadh - nepoata Rasei, devine soția lui Elemak
- Mebbekew - fiul mai mare al lui Volemak cu Hosni, frate bun cu Elemak
- Dol - nepoata Rasei, devine soția lui Mebbekew

## Opinii critice
Publishers Weekly consideră cartea „o minunată continuare a unei serii ce promite să depășească popularitatea lui Ender”, iar publicația The Denver Post o califică drept „o realizare de excepție marca Orson Scott Card și un exemplu perfect pentru care cărțile lui sunt atât de iubite”.
SFRevu apreciază că este „o carte excelentă, cu personaje incredibil de reale, intrigă pasionantă și o abundență de răsturnări de situație”, lucru remarcat și de cei de la Interzone: „Cartea examinează în detaliu ce se întâmplă cu oamenii atunci când înțeleg că divinitatea poate nu este omniscientă și că, uneori, ea însăși nu are nevoie de ajutor.” În aceeași notă se înscrie și observația celor de la Science Fiction Review, care apreciază modul în care Card „reușește să ne strecoare în ființa fiecărui personaj, străduindu-ne astfel să le înțelegem pe toate”.